# Abe Tomoji

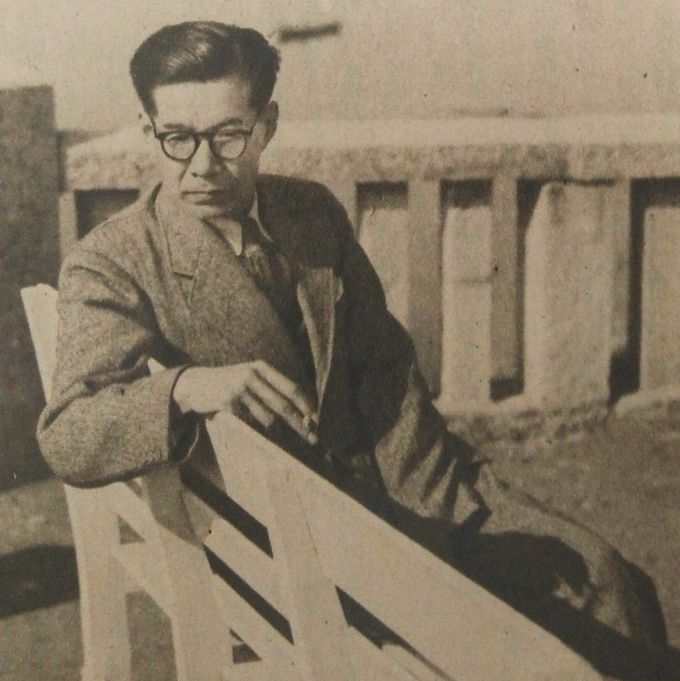
Abe Tomoji, 1949

Abe Tomoji (jap. 阿部 知二; * 26. Juni 1903; † 23. April 1973) war ein japanischer Schriftsteller, Übersetzer und Literaturkritiker.

## Leben
Abe studierte von 1924 bis 1927 an der Universität Tokio englische Literatur bei Edmund Blunden und veröffentlichte im Campus-Magazin sein erstes literarisches Werk Kasei. Nach seiner Graduierung unterrichtete er englische Literatur an der Meiji-Universität und der Universität Tōhoku. 1930 veröffentlichte er einen Band Kurzerzählungen unter dem Titel Koi to Afurika. In seinen literaturkritischen Abhandlungen Shuchiteki bungaku-ron setzte er sich mit den modernen literarischen Konzepten der englischen Schriftsteller Thomas Ernest Hulme, Herbert Read und T. S. Eliot auseinander. Als Schriftsteller verweigerte er sich der zeitgenössischen proletarischen Literatur ebenso wie dem Marxismus und Ultranationalismus.
1936 erschien Abes Roman Fuyu no yado, in dem er sich mit den japanischen Kriegsvorbereitungen auseinandersetzte. Nach dem Krieg war er an der Wiederbelebung des japanischen PEN-Clubs beteiligt, pflegte Kontakte zu sowjetischen und chinesischen Autoren und war in der Bewegung gegen den Vietnam-Krieg aktiv. Er besuchte Java und reiste durch China und Europa. Er verfasste weitere eigene literarische und literaturkritische Werke wie Jitsu no mado (1959) und trat als Übersetzer von Werken Herman Melvilles (Moby Dick), Robert Louis Stevensons (Die Schatzinsel), Arthur Conan Doyles (Sherlock Holmes) und der Geschwister Brontë (u. a. Sturmhöhe) hervor.

## Werk
- Akarui tomo (明るい友)
  - engl. „The communist“, übersetzt von Grace Suzuki, Ukiyo, 1954[1]